# Pääskyssaaret
Pääskyssaaret är en ö i Finland. Den ligger i sjön Koljonselkä och i kommunen Orivesi i den ekonomiska regionen Tammerfors och landskapet Birkaland, i den södra delen av landet, 160 km norr om huvudstaden Helsingfors. Öns area är 1,5 hektar och dess största längd är 270 meter i sydöst-nordvästlig riktning.  Notera att namnet antyder att det är fråga om flera öar.